# Kilátás a drezdai városháza tornyából dél felé

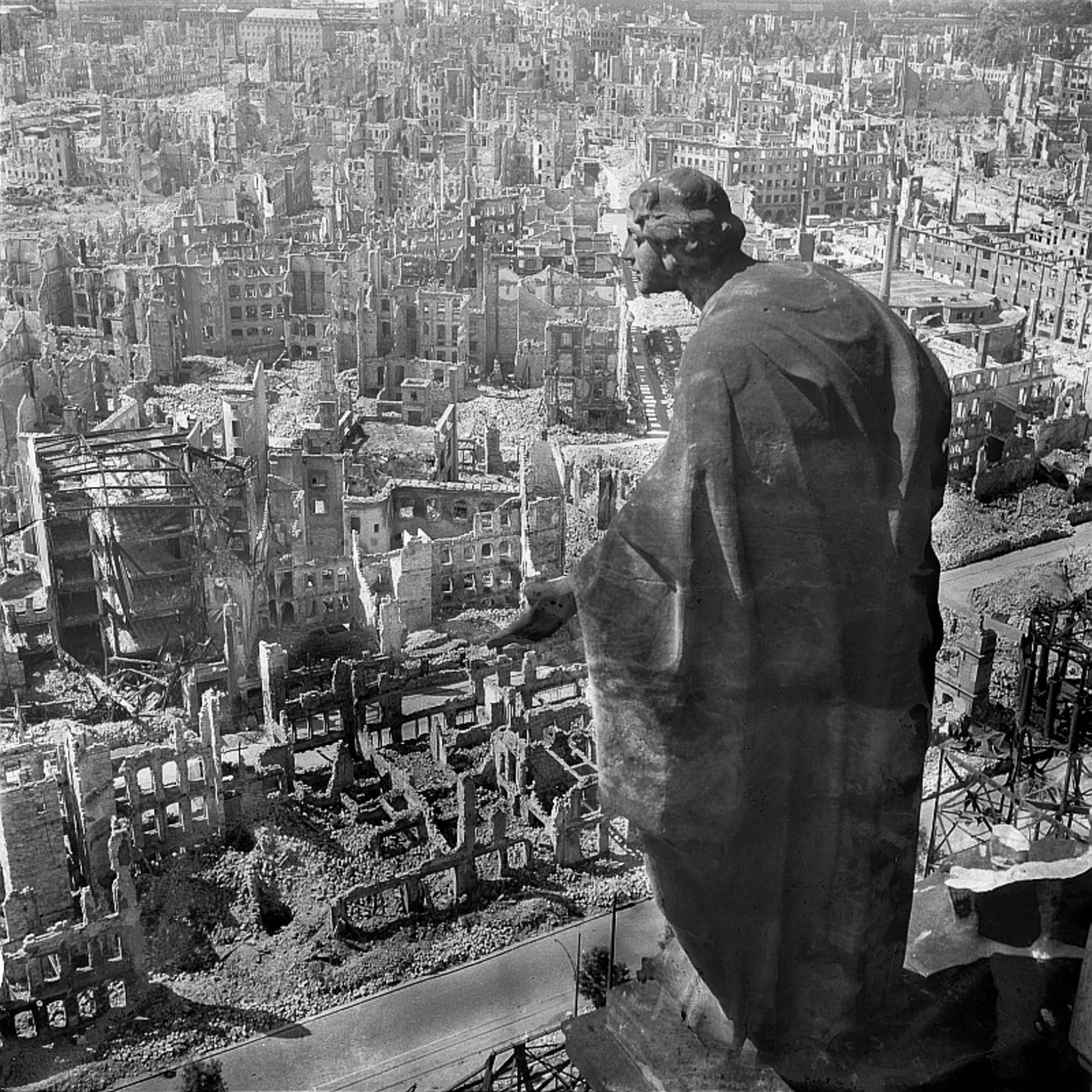
Kilátás a drezdai városháza tornyából (id. Richard Peter, 1945)

A Kilátás a drezdai városháza tornyából dél felé (Dresden. Blick vom Rathausturm nach Süden) idősebb Richard Peter fotográfiája, melyet 1945 őszén a várost ért bombatámadás után készített. Nem ő volt az egyetlen fotós, aki a lerombolt Drezdát fényképezte, de az ő felvétele vált az egyik leghíresebbé.

## Története
Peter a bombatámadás után hét hónappal tért vissza Drezdába, ahol korábban az Arbeiter-Illustrierte-Zeitung fotósaként dolgozott. A bombázás következtében nem csak lakóhelye, hanem saját archívuma is megsemmisült. Mintegy négy éven át fotózta a romos várost egy Leica fényképezőgéppel. Ez idő alatt több ezer felvételt készített, melyek egyike volt a városháza tornyából készült fotó.
A hatalmas pusztítás nem kímélte az épületeket, a városháza is súlyos károkat szenvedett, azonban a torony viszonylag épen maradt. „Törmelék, romok, kiégett szemét ameddig a szem ellát. Legfeljebb halvány eshetőségnek látszott, hogy egyetlen képben összefoglaljam ennek a barbár pusztításnak a teljességét.” – emlékezett vissza Peter. Az omlásveszélyt jelző táblák ellenére felmászott a toronyba, de a kedvezőtlen fényviszonyok miatt akkor fotózni nem tudott. Második alkalommal a toronyból nyíló teraszon sétálva vette észre a képen szereplő kőszobrot. A megfelelő látvány, melyben a szobor is szerepet kapott egy magason lévő ablakból nyílt, melyhez csak egy létrával fért hozzá. A Leicával készült képeket azonban alkalmatlannak vélte a téma bemutatásához, ezért egy másik gépet kellett szereznie. Két nappal később egy kölcsönkapott gép társaságában „[...] harmadszorra is felkaptattam a végtelen lépcsőn, így született meg a kép a vádló gesztusú kőszoborral – egyheti erőfeszítés és lótás-futás után.” – írta Peter. A bombázás utáni Drezdát bemutató fotósorozata, köztük a híressé vált felvétel első alkalommal 1949-ben a Dresden – eine Kamera klangt an című kötetben jelentek meg.
A drezdai Deutsche Fotothek archívumában Peter képe mellett számos felvételt őriznek, melyek a városháza tornyából kitekintve mutatják meg a porig rombolt várost, de a Kilátás a drezdai városháza tornyából dél felé volt az első ezen felvételek között, mely a több fotóst arra inspirálta, hogy ők is hasonló felvételt készítsenek.